# Гнатася
Гнатася — гора в юго-восточной части массива  Чивчинских гор (Мармарошский массив). Расположена на юге  Верховинского района  Ивано-Франковской области, юго-восточнее села  Буркут и западнее села Сарата.
Высота 1766,5 м (по другим данным — 1769 м). Склоны крутые (особенно западные), местами скалистые. Вершина и привершинная часть незалесненные.
К юго-западу расположены горы: Паленица (1750 м), Команова (1734 м), Коман (1723,6 м). Через вершину проходит украинско-румынская граница.
Гнатася считается самой южной вершиной  Украинских Карпат.